# Widegates
Widegates – wieś w Anglii, w Kornwalii. Leży 86 km na wschód od miasta Penzance i 325 km na zachód od Londynu.